# Дрожжин Іван Васильович
Іван Васильович Дрожжин (нар. 1891, село Муравйово Дмитровського повіту Московської губернії, тепер Дмитровського району Московської області, Російська Федерація — розстріляний 27 липня 1941, місто Москва, Російська Федерація) — радянський діяч, голова виконавчого комітету Рязанської губернської ради, відповідальний секретар Рязанського та Костромського губернських комітетів РКП(б), член ЦВК СРСР. Член Центральної контрольної комісії ВКП(б) у 1930—1934 роках. 

## Біографія
Народився в родині робітника. Освіта неповна середня.
Працював ткачем, був членом профспілки текстильників.
Служив у російській армії, учасник Першої світової війни. Демобілізований за інвалідністю.
Повернувшись з фронту, три роки працював водієм трамвая в Москві.
Член РСДРП(б) з квітня 1917 року.
З 1917 року — комісар у справах торфу, член президії Московської ради.
У грудні 1919 — січні 1921 року — голова виконавчого комітету Хамовницької районної ради міста Москви.
З січня 1921 року працював нa Московсько-Казанській залізниці для «спостережень і контролю за просуванням хлібних вантажів до Москви».
16 грудня 1921 — 18 квітня 1922 року — голова виконавчого комітету Рязанської губернської ради.
У березні 1922 — травні 1923 року — відповідальний секретар Рязанського губернського комітету РКП(б).
У травні 1923 — травні 1924 року — відповідальний секретар Костромського губернського комітету РКП(б).
Потім — секретар Московської губернської ради профспілок.
З 1934 по серпень 1937 року — директор Шатурської районної електростанції Московської області.
До листопада 1939 року — заступник керуючого тресту «Волгоелектромережбуд»
6 листопада 1939 року заарештований органами НКВС. Засуджений Воєнною колегією Верховного суду СРСР 6 липня 1941 року до страти, розстріляний 27 липня 1941 року. Похований на полігоні «Комунарка» поблизу Москви.
6 жовтня 1956 року посмертно реабілітований.

## Нагороди
- орден Трудового Червоного Прапора (7.07.1935)